# Оборона Чернігова (1239)
Оборона Чернігова — один з найважливіших епізодів західного походу монголів 1235—1242 років та монгольської навали на Русь 1237—1241 років, облога і взяття монголами столиці Чернігівського князівства восени 1239 року.

## Стратегічна обстановка напередодні подій
Після удару, завданого монголами по Північно-Східній Русі взимку 1237—1238 років, брат загиблого великого володимирського князя Ярослав Всеволодович не зміг більше утримувати Київ, забраний ним у Михайла Всеволодовича, і поїхав до Владимира. Коли Михайло зайняв Київ, його молодший двоюрідний брат Мстислав Глібович спробував зайняти Чернігів, але Михайло зберіг чернігівський престол для себе (за версією Л. Войтовича, передав престол своєму молодшому братові Андрію). Деяке розходження їх політичних позицій можна простежити і раніше (див. Облога Чернігова (1235)).
В кінці 1238 — на початку 1239 року Михайло провів похід проти Великого князівства Литовського і втратив Галич на користь Данила, а монголи (Берке) розорили прикордонне зі степом Переяславське князівство.